# Puffinus bailloni
La pardela tropical (Puffinus bailloni) es una especie de ave procelariforme de la familia Procellariidae encontrada en los océanos Pacífico e Índico. Anteriormente era considerada una subespecie de la pardela de Audubon (P. lherminieri). El nombre científico de la especie conmemora al naturalista y recolector francés Louis Antoine François Baillon.

### Subespecies
Se reconocen las siguientes subespecies:
- P. b. nicolae Jouanin, 1971 – en las islas del noroeste del océano Índico;
- P. b. colstoni Shirihai & Christie, 1996 – en el atolón de Aldabra;
- P. b. bailloni Bonaparte, 1857 – en las islas de Mauricio, Reunión y Europa;
- P. b. dichrous Finsch & Hartlaub, 1867 – en las islas del Pacífico central;
- P. b. gunax Mathews, 1930 – en Vanuatu.

## Distribución
Se distribuye en las zonas tropicales del océano Índico occidental, desde el este de África hasta el sur de la India y en regiones similares del Pacífico, desde el sureste de Japón hasta la Polinesia Francesa.